# Tobias
Tobias är ett mansnamn av hebreiskt ursprung som betyder 'Gud är god'. Tobias är huvudperson i Tobits bok, en av Bibelns apokryfiska böcker. 
Den 31 december 2005 fanns det totalt 30 125 personer i Sverige med namnet Tobias, varav 21 049 med det som tilltalsnamn/förstanamn. År 2003 fick 383 pojkar namnet, varav 226 fick det som tilltalsnamn/förstanamn. År 2006 var Tobias det namn som sjönk mest i popularitet bland nyfödda tillsammans med namnet Niklas. Det fanns 30 826 män och 1 kvinna i Sverige med namnet Tobias den 31 december 2008, varav 21 624 med det som tilltalsnamn.
Tobbe eller Tobi är ett vanligt smeknamn för personer som heter Tobias. 
Namnsdag i Sverige: 2 november. I den finlandssvenska namnsdagslängden har Tobias namnsdag 2 november sedan starten 1929, då en egen namnsdagskalender togs i bruk för finlandssvenskar, med en paus 1950–1994.

## Kända personer med namnet Tobias
- Tobias Angerer (1977–), tysk längdskidåkare
- Tobias Asser (1838–1913), nederländsk jurist, mottagare av Nobels fredspris 1911
- Tobias Baudin (1974–), partisekreterare Socialdemokraterna (Sverige)
- Tobias Berggren (1940–), författare, översättare, kritiker, poet
- Tobias Billström (1973–), moderat politiker
- Tobbe Blom, (1975-) trollkarl och programledare
- Tobias Carlsson (1975–), fotbollsspelare i Kalmar FF
- Tobias Enström (1984–), ishockeyspelare
- Tobias Eriksson (1985–), fotbollsspelare i Kalmar FF
- Tobias Exxel (1973–), basgitarrist i Edguy
- Thobias Fredriksson (1975–), längdskidåkare
- Tobias Hysén (1982–), fotbollsspelare
- Tobias Hübinette (1971–), journalist, författare och redaktör.
- Tobias Krantz (1971–), statsvetare och politiker (FP), tidigare statsråd.
- Tobias Linderoth (1979–), fotbollsspelare
- Tobias Ludvigsson (1991-), proffscyklist
- Thobias Montler (1996-), friidrottare
- Tobias Norlind (1879–1947), musikforskare, museichef
- Tobias Persson  (1975–), svensk komiker
- Tobias Rau (1981–), tysk fotbollsspelare
- Tobias Ringborg (1973–), violinist och dirigent
- Tobias Sammet (1977–), tysk musiker och sångare i Edguy
- Tobias Sana (1989–), fotbollsspelare
- Johan Tobias Sergel (1740–1814), konstnär
- Tobias Sjö (1972–), moderat politiker
- Tobias Smollett (1721–1771), skotsk författare
- Tobias Unger (1979–) tysk friidrottare
- Tobias Immanuel Ögrim (1886–1962), kommendör i Frälsningsarmén